# Idiocerus figuratus
Idiocerus figuratus är en insektsart som beskrevs av Henry Fairfield Osborn 1924. Idiocerus figuratus ingår i släktet Idiocerus och familjen dvärgstritar. Inga underarter finns listade i Catalogue of Life.